# Wilhelm Thomas (Politiker, 1834)
Wilhelm Thomas (* 31. Mai 1834 in Kranichfeld; † 6. August 1897 in Eisfeld) war Jurist und Mitglied des Deutschen Reichstags.

## Leben
Thomas besuchte das Gymnasium in Meiningen und studierte an den Universitäten Jena, Leipzig und München. Während seines Studiums wurde er 1855 Mitglied der Burschenschaft Teutonia Jena. Von 1865 bis 1869 war er im Verwaltungsdienst und später Amtsgerichtsrat in Eisfeld. Zwischen 1873 und 1890 war er Mitglied des Landtags des Herzogtums Meiningen und seit 1886 in dessen Präsidium.
Von 1890 bis 1893 war er Mitglied des Deutschen Reichstags für den Reichstagswahlkreis Herzogtum Sachsen-Meiningen 1 (Meiningen, Hildburghausen) und die Deutsche Freisinnige Partei.